# Биомбо (округ)
Биомбо (порт. Biombo) — регион в Гвинее-Бисау. Административный центр — город Киньямел. Площадь — 838 км², население — 93 039 человек (2009 год).

## География и этнография
Регион Биомбо является — вслед за столичным округом Бисау — наименьшим в стране по площади. В то же время плотность населения здесь одна из самых высоких. На местном креольском диалекте, в основе которого лежит португальский язык, регион также называется Tchon di Pépel, то есть «Земля пепель» — по наименованию народа, составляющего большинство населения Биомбо. Кроме собственно пепель, здесь также проживают мандинка, манджаго, бидього.
На севере округ Биомбо граничит с округом Кашеу, на востоке — с округом Ойо, на крайнем юго-востоке — со столичным округом Бисау. На западе и юге территорию Биомбо омывают воды Атлантического океана. Через округ также протекает к океану река Рио-Мансоа. Климат — жаркий и влажный. Биомбо известен своими манговыми рощами.
Административно территория подразделяется на три сектора: Киньямел, Прабис и Сафим.

## Религия
Большинство населения округа Биомбо придерживаются местных анимистских верований, меньшая часть — католики.

## Экономика
Основой местной экономики является сельское хозяйство, а также рыболовство. Бионго поставляет в столицу страны свои рис, манго и устриц. Кроме этого здесь производятся пальмовое масло и пальмовое вино, продукты из орехов кэшью и сахарного тростника.
Из традиционных ремесел здесь развиты изготовление металлических товаров и тканей.